# Národní park Fruška gora

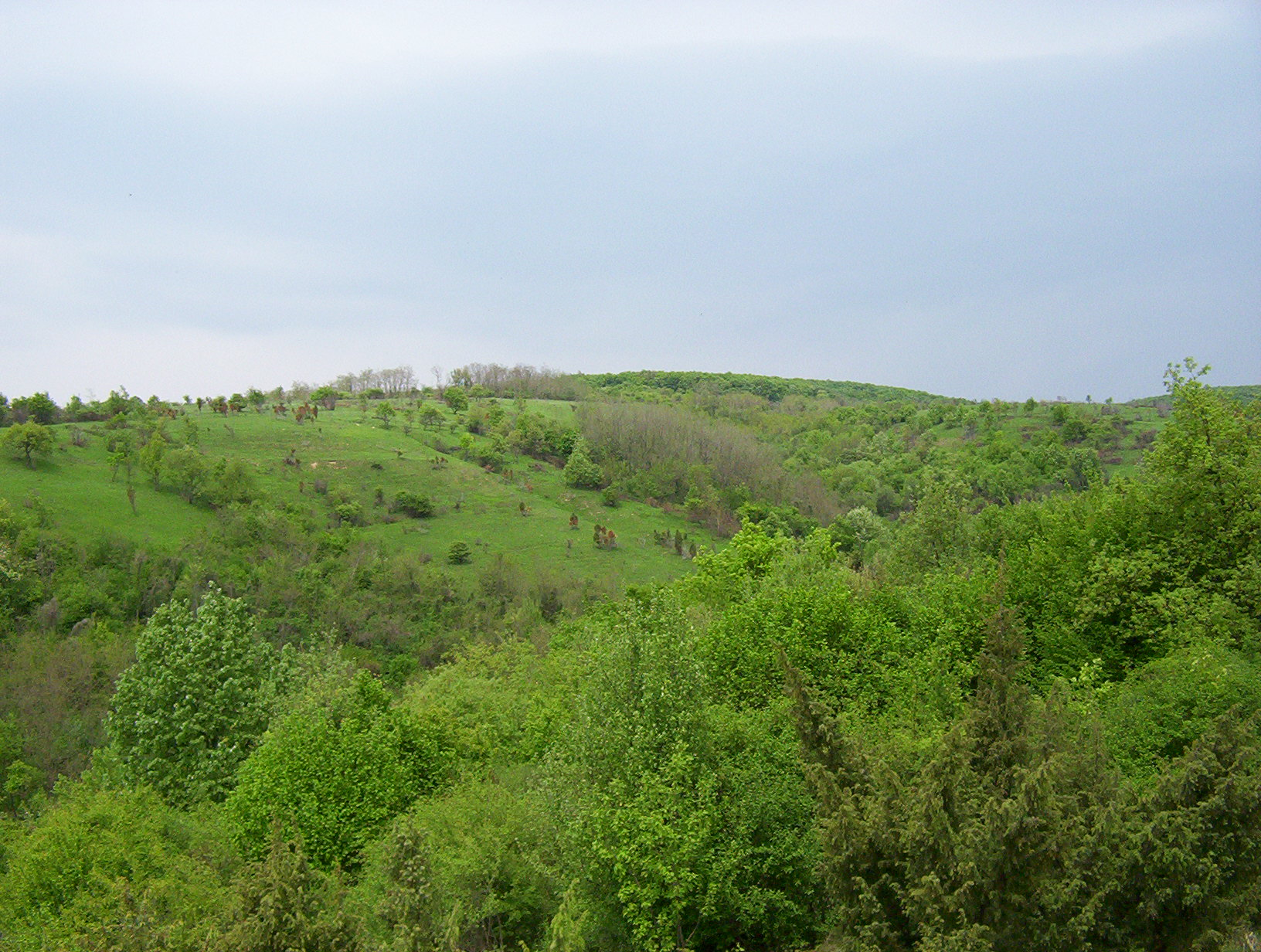
Jižní úbočí národního parku

Národní park Fruška gora (srbsky Nacionalni park Fruška gora nebo Национални парк Фрушка гора) se nachází ve stejnojmenném pohoří Fruška gora rozkládající se v jihozápadní části Vojvodiny. Leží poblíž města Novi Sad vzdáleného 25 km a téměř 90 km od Bělehradu.

## Situace
Pohoří Fruška gora patří mezi panonské osamocené hornatiny s nadmořskou výškou přesahující jen málo 500 m. Národní park je asi 80 km dlouhý a 15 km široký pás ležící na pravém břehu Dunaje. Je nejstarším z pěti srbských národních parků.
V jeho areálu jsou i nejvyšší hory Crveni Čot 539 m, Iriški Venac 516 m a Veliki Gradac 471 m. V minulosti území prošlo etapou kácením lesů a dnes se lesy dochovaly hlavně ve vyšších polohách a na šikmých svazích. Severní svahy spadající k Dunaji jsou poměrně příkré, kdežto jižní jsou pozvolnější. Mají poměrně úrodnou půdu a proto jsou na nich četné ovocné sady, vinice i obilná pole, místy jsou hůře přístupné svahy využívány jako pastviny.

## Historie
Asi před 200 miliony let bylo celé pohoří Fruška gora ostrovem v plytkém vnitrozemském moři, svědčí o tom četné fosilní nálezy schránek plžů, mlžů, korálu apod. Pozdější období subtropického podnebí zase dokazují fosilní pozůstatky po palmách, sekvojích, vavřínech a další teplomilné vegetaci. Pohoří je zrcadlem rychlých proměn v geologické minulosti území Panonské pánve.
V pohoří Fruška gora je 17 pravoslavných klášterů které nejsou přímo na území národního parku, ale v jeho těsné blízkosti v ochranné zóně. Stejně je to s archeologickými nalezišti mapujícími lidskou historii na tomto území. První stopy jsou již ze střední doby kamenné které plynule pokračují přes období starověkého Říma až po vpád Avarů a příchod Slovanů a Osmanů.
V nedávné minulosti bývalo území národního parku, s poetickým okolím celého pohoří Fruška gora, silnou inspirací pro mnohé tvůrce srbské poezie, literatury i malíře. Z nich někteří, např. Branko Radičević jsou tam i pohřbeni.

## Podnebí
Počasí je určováno geografickou polohou a nadmořskou výškou, je obvykle hodnoceno jako mírné kontinentální pásmo. Setkávají se tam vlivy podnebí suchého kontinentálního přicházejícího ze severu i východu a vlhkého přímořské směřující od západu. Na vrcholcích dosahují průměrné roční srážky 650 až 830 mm, nejvíce naprší v květnu a červnu a v listopadu a prosinci. Zimy jsou kvůli severním větrům poměrně chladné. Nejvyšší průměrné teploty jsou v červenci 21,4 °C a nejnižší v lednu -0,6 °C, za rok činí průměr 11,2 °C.

## Flora a fauna
Podle biogeografického členění patří Fruška gora do vyššího regionu Střední Evropa a v ní do Panonské provincie. Před několika staletími bývalo téměř celé pohoří zalesněno, v současnosti je okolo třech čtvrtin této plochy vykáceno. V areálu národním parku je lesy pokryto území asi z 90 % a vedle nich se tam nacházejí i druhově pestré květnaté louky. Ze stromů nejčastěji vyrůstá buk, dub, lípa, habr a javor. Z vícedruhových lesů jsou nejběžnější bučiny (asi 30 %), z jednodruhových doubravy (asi 15 %), tamní krajina je také místem s největší koncentraci lip v Evropě. V lesích roste více než 500 druhů hub (včetně lanýžů) které lze volně sbírat.
Travinná společenstva, až na zbytky původně stepních druhů, vznikala postupně s odlesňováním a jsou podobná středoevropským. Na území parku roste asi 1000 původních druhů rostlin a téměř 500 druhů je alochtonních. Z toho např. kolem 30 druhů orchidejí a dále několik endemitů které nerostou nikde jinde, např. chrpa čekánek Sadlerova a proskurnice révolistá.
Vedle velikého počtu bezobratlých živočichů tam žije 13 druhů obojživelníků (jen žáby) a 11 druhů plazů (želvy, ještěrky, hadi), někteří z nich jsou na Červeném seznamu IUCN. V národním parku, který je hlavně lesní krajinou, žije asi 150 druhů ptáku, zatím co v celém pohoří okolo 210 druhů. Mnozí tam žijí trvale i a hnízdí, jiní se objevují jen při migraci nebo zimování. Národní park byl vyhlášen evropským Významným ptačím územím (IBA).
Z řádu savců tam mimo běžných hmyzožravců a hlodavců žije asi 16 druhů netopýrů a dále lišky, šakali, kočky divoké, kuny, lasice i jezevci. Ze sudokopytníků to jsou původní divoká prasata a v oborách žijící jeleni, daňci a mufloni.

## Dostupnost
Krajina národního parku se stala oblíbenou destinaci obyvatel hlavně z blízkých měst Novi Sad a Sremská Mitrovica, parkem přímo vede dálnice Novi Sad – Ruma – Šabac a na dvě desítky dalších silnic. Na návštěvu přicházejí jak rodiny s dětmi, tak i školní výlety pro které jsou připraveny naučné stezky.
Také návštěvníci historických a hodně navštěvovaných pravoslavných klášterů, které se nacházejí po obvodu parku, většinou procházejí jeho územím. Nejnavštěvovanějšími místy jsou Stražilovo, Zmajevac a Iriški Venac. Desetitisíce lidí také přitahuje pravidelný květnový Fruškogorský maratón.

## Revitalizace
Území národního parku je bohaté na kovové i nekovové nerosty z nichž se některé těžily již od neolitu (měď, cín) nebo začaly v 19. století (ve Vrdníku je nejstarší hnědouhelný důl v Srbsku). S vyhlášením národního parku těžba všech surovin na jeho území ustala a pozůstatky po nich jsou postupně revitalizovány. V bezprostřední blízkosti parku jsou však stále lomy na vápenec a další suroviny, nutné pro výrobu cementu, které jsou transportovány po silnicích vedoucí skrz park.
Od března 2013 byly pravomoci zřizovatele národního park Fruška gora převedeny z Autonomní oblasti Vojvodina na Republiku Srbsko.